# Cerkiew św. Gabriela Zabłudowskiego w Druskienikach
Cerkiew św. Gabriela Zabłudowskiego (lit. Druskininkų Šv. Arkangelo Gabrielio cerkvė) – nieistniejąca prawosławna cerkiew cmentarna w Druskienikach, wzniesiona w 1895. Opuszczona w 1962, rozebrana w 2018 r. 

## Historia
Cerkiew powstała w 1895 w związku z popularnością uzdrowiska w Druskienikach wśród rosyjskich kuracjuszy, wyznawców prawosławia. Była to już trzecia świątynia tego wyznania w mieście, po parafialnej cerkwi Ikony Matki Bożej „Wszystkich Strapionych Radość” i cerkwi św. Pantelejmona. Znajdowała się w obrębie prawosławnej części cmentarza w Druskienikach i powstała poprzez rozbudowę starszej kaplicy. Ikonostas dla świątyni ufundowała była kuracjuszka z Druskienik, Wiera Andriejewna Szuchowa. 
Cerkiew była użytkowana do 1962, chociaż już w czasie II wojny światowej została całkowicie zdewastowana, a jej wyposażenie zaginęło. Mimo podjętych przez proboszcza i wiernych miejscowej parafii starań o renowację świątyni, obiekt został rozebrany 20 kwietnia 2018 r. 
Jednak jeszcze w tym samym roku rozpoczęto budowę nowej cerkwi na miejscu zburzonej.

## Architektura
Niewielka cerkiew wzniesiona była na planie prostokąta, poprzez poszerzenie dawnej kaplicy. Nad wejściem do niej znajdowała się sygnaturka z prawosławnym krzyżem. Budynek zlokalizowany był na wzniesieniu w obrębie cmentarza prawosławnego. Jego wyposażenie wnętrza (w tym dębowy ikonostas) nie zachowało się do naszych czasów. Z powodu braku niezbędnych prac remontowych cerkiew w ostatnich latach przed rozbiórką groziła zawaleniem.